# Книги про Тернопільську область
Книги про Тернопільську область — видання, що розкривають історію і сьогодення міст, селищ та сіл, літературу, культуру та мистецтво Тернопільської області України.

## Енциклопедії, довідники
- Енциклопедичний словник Теребовлянщини (2014) — місцева енциклопедія, яка містить відомості про історію, географію, культуру, економіку, адміністративний устрій, тощо Теребовлянського району;
- «Історія міст і сіл Теребовлянщини» (1997);
- «Історія міст і сіл Української РСР. Тернопільська область» (1973) — енциклопедичне видання про історію міст та сіл Тернопільської області;
- Тернопільський енциклопедичний словник (2004—2010) — регіональна енциклопедія, яка містить відомості про історію, географію, культуру, економіку, адміністративний устрій і т. д. Тернополя і Тернопільської області;
- Тернопільщина. Історія міст і сіл (2014) — енциклопедичне видання про історію міст і сіл Тернопільської області.

## Книги з історії, краєзнавства
- Медведик П. «Моє рідне Опілля» (2003),
- Петранівський В. Л.  Туристичне краєзнавство: навч. посіб. / за ред. Ф. Д. Заставного, В. Л. Петранівського, М. Й. Рутинського. — К.: Знання, 2006. — 575 с.
- Фігури Тернопілля / упор. Уніят В.-Карпович В., Чепіга І. — Тернопіль: Терно-граф, 2016. — 48 с.
- Лікарі Тернопільщини (Хронологія імен та фактів) / за ред. О. Голяченка. — Тернопіль: Лілея, 2007. — 100 с.

## Природничі книги
- Заставецька О. В.  Географія Тернопільської області: навч. посіб. / О. В. Заставецька, Б. І. Заставецький, Д. В. Ткач. — 3-тє вид., доп. — Т.: Підручники і посібники, 2001. — 104 с.
- Мечник Л. А.  Природа рідного краю: посіб. з природничого краєзнавства для вчителів поч. кл. / Л. А. Мечник, І. І. Мечник, О. М. Волошин. — Т.: Підручники і посібники, 1997. — 32 с.

### Боротьба ОУН-УПА
- За тебе, свята Україно — серія книг Нестора Мизака про ОУН-УПА на теренах краю:
  - За тебе, свята Україно: Південне Надзбруччя у визвольних змаганнях ОУН, УПА: Чортківський надрайон ОУН. Кн. 2[недоступне посилання з червня 2019] (2000);
  - За тебе, свята Україно: Заліщицький повіт у визвольній боротьбі ОУН, УПА. Кн. 3. (2002);
  - За тебе,свята Україно: Бучацький повіт у визвольній боротьбі ОУН, УПА. Кн. 4.[недоступне посилання з червня 2019] (2004);
  - За тебе, свята Україно: Бережанський повіт у визвольній боротьбі ОУН, УПА (Козівський р-н). Кн. 6. (2007);
  - Дух одвічної стихії і голосу крові: ОУН, УПА в печерах Тернопільщини (2008);
  - Село на нашій Україні: до 600-річчя першої писемної згадки про с. Стрілківці (2009);
  - Село — душа народу: Гермаківка у пам'яті та ідентичності: монографія (2011).

### Історично-мемуарні збірники
- «Бережанська Земля» (1970, 1998) — двотомний історично-мемуарний збірник, у якому зібрані матеріали про Бережани та Бережанський повіт;
- «Бучач і Бучаччина» (1972) — історично-мемуарний збірник, у якому зібрані матеріали про Бучач та Бучацький повіт;
- «Збаражчина» (1980. 1985) — збірник статей, матеріалів і споминів у двох томах про Збаразький повіт та Збаразький район;
- «Зборівщина. Над берегами Серету, Стрипи і Золотої Липи» (1985) — історично-мемуарний ілітературний збірник про Зборів та Зборівський повіт;
- «Теребовельська Земля» (1968) — історично-мемуарний і літературний збірник про Теребовлю і Теребовлянщину;
- «Чортківська Округа» (1974) — історично-мемуарний збірник, подано матеріали про населені пункти Борщівського, Заліщицького, Копичинецького і Чортківського повітів;
- «Шляхами Золотого Поділля» (3 тт.: 1960, 1983, 1983) — історично-мемуарний збірник;
- «Підгаєцька Земля» (1980) — історично-мемуарний збірник.

Перевидані на їх основі у друкарнях Тернопільщини збірники:
- «Бережанщина у спогадах емігрантів» (1993),
- «Заліщицька земля у спогадах емігрантів» (1993),
- «Збараж і околиці у спогадах емігрантів» (1993),
- «Земля Тернопільська» (2003) туристичний путівник,
- Клименко О., Хаварівський Б. «Міська геральдика Тернопільщини» (2003),
- «Козова і околиці у спогадах емігрантів» (1992),
- Медведик П. «Літературно-мистецька та наукова Зборівщина» (1998),
- «Монастириська і околиці у спогадах емігрантів» (1993),
- Олексюк В. «Залозецький край» (2004) історико-краєзнавчий збірник,
- «Підволочиська земля у спогадах емігрантів» (1993),
- «Підгаєччина у спогадах емігрантів» (1994),
- «Теребовлянщина у спогадах емігрантів» (1993),
- «Тернопіль: Погляд крізь століття: Історія міста очима емігрантів» (1992),
- Хома В. «Літературно-мистецька Козівщина» (2003).

### Книги з історії окремих населених пунктів

#### Бережанський район
- Бич В. «Село Підлісне» (Шумляни Малі) (1992);
- Віятик О. «Гиновичі» (2002);
- Мартинюк І. «Моє село Ценів у Бережанщині» (1976);
- Мицько В., Мицько М. «Села Стиганці та Двірці» (2002);
- Паньків Б. Історія села Саранчуки (1999);
- Савчук В. «Надрічне — село над Золотою Липою» (1994).

#### Бучацький район
- Barącz S. Jazłowec» («Язлівець, 1890);
- Barącz S. Pamiątki buczackie (1882);
- Barącz S. Pamiątki jazłowieckie (1862);
- Skrzypecki T. H. Potok Złoty na tle historii polskich kresów poludniowo-wschodnich (2010);
- Urbański W. Przewodnik po powiecie buczackim (1931);
- Czyż A. S., Gutowski B. Cmentarz miejski w Buczaczu (2009);
- о. Бедрій М. Зубрець: Нариси історичного минулого і сьогодення (1999);
- Бучаччина: історія сучасності “Береги свободи слова” (2008) — енциклопедичний збірник статей авторів газети «Нова доба»;
- Літопис золотопотіцький (2001, ред. І. А. Ружицький);
- Луців М. Крізь призму століть: Помірці — Ріпинці (2008);
- Наливайко О. Золотий Потік, минуле і сьогодення;
- Рафалюк Б. І. Берем'яни: Природа, історичні події, люди (2002);
- Станкевич М. Бучач та околиці (2010);
- Страшків С. Трибухівці. Минуле і сьогодення (2004);
- о. Тиндюк М. Несколько исторических сведений о Космирине, селе Бучацкого повета (1894);
- Тракало В., Мельничук В., Чорній О., Павлишин Т., Матчак Л.. Бучач над Стрипою (2000).

#### Гусятинський район
- Дейкало М. «Село моє — куточок серця України» (1997), — про с. Чабарівку Гусятинського району;
- Заплітний Є. «Село Глібів» (2002);
- Крип'якевич І. «Коротка історія Гримайлова і сіл судового округу» (1931);
- Савка Б. «Копичинці. Мандрівка через століття» (2001);
- Турчин-Оберишин Е., Дацків Я., Сулима О. «Городниця село в Медоборах» (2007);
- Чемера Г. «Село Вікно. Історія і сьогодення» (1998).

#### Заліщицький район
- Дейкало М. «Історія Торського, на тлі якої вишиті літопис нашого краю, доля України» (1995);
- Павлик Я. «Історія Товстого» (2000).

#### Збаразький район
- Малевич А. «Вишнівець» (1989);
- Пастушенко, Р. Село моє... (1996) — історичний нарис про с. Шили на Збаражчині.

#### Зборівський район
- Берестецький Б. «Озерна» (1999);
- Була Б. «Розгадів» (1994);
- Косовський Я. «Село Чернихів» (1937);
- Олексюк В. «Загір'я» (2000);
- «Założce» («Залізці», 1889).

#### Козівський район
- Вівся: історико-етнографічний нарис / Г.П. Павлишин — Тернопіль: ТОВ «Терно-граф», 2019. — 264 с.; іл.;
- Гайдукевич Я. «Золота Слобода» (2000);
- Демкович Й. «Козлів колись і сьогодні» (2002);
- «Конюхи: Козацьке гніздо» (1992);
- Федик Я. «Роки і люди. Козова 1944—1994» (2001);
- Федик Я. «Роки і люди. Козова 1994—2002» (2003);
- Хома В. «А Денисів село славне» (1997);
- Хома В. «Столітнє село Яструбове» (2005).

#### Лановецький район
- Мельничук І. «Молотків» (1986).

#### Монастириський район
- Гаврилишин В., Гаврилишин Т. «Коропець» (2004);
- «Горигляди: Історія села та його мешканців» (2004);
- Савка Т. І., Шабат-Савка С. Т. «Олеша: з глибини віків до сьогодення: історично-літературний нарис» (2009).

#### Підволочиський район
- Гасай Є. «Токи та його околиці» (1992);
- Гуцал П. «Село Жеребки: його історія і люди» (2003);
- Нечипорук О. «Нарис про село Кошляки» (2002).

#### Теребовлянський район
- Глубіш О. Зарваниця. Путівник паломника (2009);
- Глубіш О., Шподарунок Н. (автори текстів); Балюх В. (фото). Зарваниця (2006)
- Городиський Л., Зінчишин І. «Мандрівка по Теребовлі і Теребовлянщині: Історичний нарис-путівник» (1998);
- Герета І. П. «Теребовля: шлях через віки» (1997) — історично-краєзнавчий нарис;
- Іваницький В. «Застіноче» (1997);
- Кубів В. «Історія села Деренівка» (1997);
- Ониськів М. Ласківці (2003);
- Смалига М., Михайлюк М. «Село Глещава» (2002);
- «Теребовлянщина» (2001) — краєзнавчий і літературно-мистецький альманах-календар на 2001 рік, виданий до 900-річчя Теребовлі.

#### Тернопільський район
- Івачів Горішній. Мого села духовні обереги (2013);
- Мацелюх Р., Побер Б., Ханас В. «Великі Бірки: З глибини віків до наших днів» (2005);
- Новосядлий Б. «Буцнів — село над Серетом» (1998);
- Новосядлий Б. «Буцнів. Екскурс у минуле на хвилях любові» (2006);
- Панчишин Я. «Івачів Долішній» (1997);
- Ханас В. «Історія села Дубівці» (Тернопільського району, ч. 1) (1996).

#### Чортківський район
- Федоришин П. «У водовертях Серету» (2012) — історичні нариси про с. Біла;
- Федоришин П. «Важкий кожух, але свій» (2015) — історичні нариси, спогади, розповіді про с. Біла;
- Чорпіта Я. «Чортків» (2002).

#### Шумський район
- Черняк В. «Село Онишківці: роки, долі, події…» (1998).

#### (невідомо про якого району
- Пастушенко Р. «Село моє Шили» (1996);
- Ваврик І. «Озеряни» (1997);
- Хамар С. «Історичний нарис села Вербова» (1998).

## Шематизми
- Бучацька єпархія УГКЦ. Парафії, монастирі, храми. Шематизм (2014) — шематизм Бучацької єпархії Української греко-католицької церкви;
- Тернопільсько-Зборівська архиєпархія. Парафії, монастирі, храми. Шематизм (2014) — шематизм Тернопільсько-Зборівської архієпархії Української греко-католицької церкви;
- Храми Української Православної Церкви Київського патріархату. Тернопільщина (2012) — відомості (шематизм) про всі храми Української православної церкви Київського патріархату на теренах Тернопільської області.

## Книги пам'яті
- «Нескорена Зборівщина» (2 тт., 2001);
- «Реабілітовані історією. Тернопільська область» (3 тт,: 1998, 2012, 2013)
- «Обпалені війною. Афганістан (1979—1989)» (2009) — книга розповідає про долі, подвиги та загибель земляків на афганській війні.

## Природа Тернопільської області
- Геренчук К. «Природа Тернопільської області» (1979).

## Путівники
- Kunzek T. «Przewodnik po województwie Tarnopolskim» (2013);
- Orłowicz M. «Przewodnik po województwie Tarnopolskim» (1928);
- Козловський П., Балюх В., Легка Л., Тракало В.. «Бучач. Туристичний путівник» (2005);
- Вісімдесят три святині Тернопілля (2010) — путівник Тернопільщиною Ірини Пустиннікової;
- Два береги Збруча (2008) — путівник Дмитра Малакова, Олени Крушинської і Юрія Козоріза, складений на основі опрацювання наукової літератури, архівів та інформації, здобутої у власних подорожах;
- «Путівник по Тернопільському воєводству» (1928).
- Крушинська О. Дністер. Туристичний путівник [Архівовано 21 Травня 2016 у Wayback Machine.]. Том перший. Від витоків до гирла Збруча (2016) — історико-краєзнавчий туристичний путівник, в якому є значна частина сторінок з описами населених пунктів, пам'яток природи й культурної спадщини області.

## Фотоальбоми
- Козак М. «Бучач. Фотопутівник» (2010);
- «Мандрівка Землями Підгаєччини» (1980, Нью-Йорк — Париж — Сідней — Торонто: НТШ, Український архів) — видання (172 с.) подає ілюстративну інформацію про населені пункти і видатних уродженців Підгаєччини[1];
- «Мій Бережанський рай» (2002);
- «Міліція Тернопілля» (1999);
- «Тернопільщина» (1987);
- «Тернопільщина. Земля любові нашої» (від 2004) — серія.

## Збірники поезій, легенд
- «Збручанське літо»: антологія поезії Підволочищини (2012);
- «Легенди Тернопільщини» (1991, упоряд. М. М. Крищук; ред. Б. І. Мельничук) — збірник легенд.
- «Неопалима купина: легенди та перекази землі тернопільської» (2007) — збірник легенд;
- «Славень Тернополю» (2013) — збірник віршів та пісень про Тернопіль.

## Бібліографічні книги
- «Література до знаменних і пам'ятних дат Тернопільщини» (1967—2017) — щорічний бібліографічний список, який видає Тернопільська обласна універсальна наукова бібліотека.

## Інші книги
- «Футбол Тернопілля» (2002).
- «Лікарі Тернопільщини» (Хронологія імен та фактів) (1996).